# Liste der Kulturdenkmale in Oberuhna

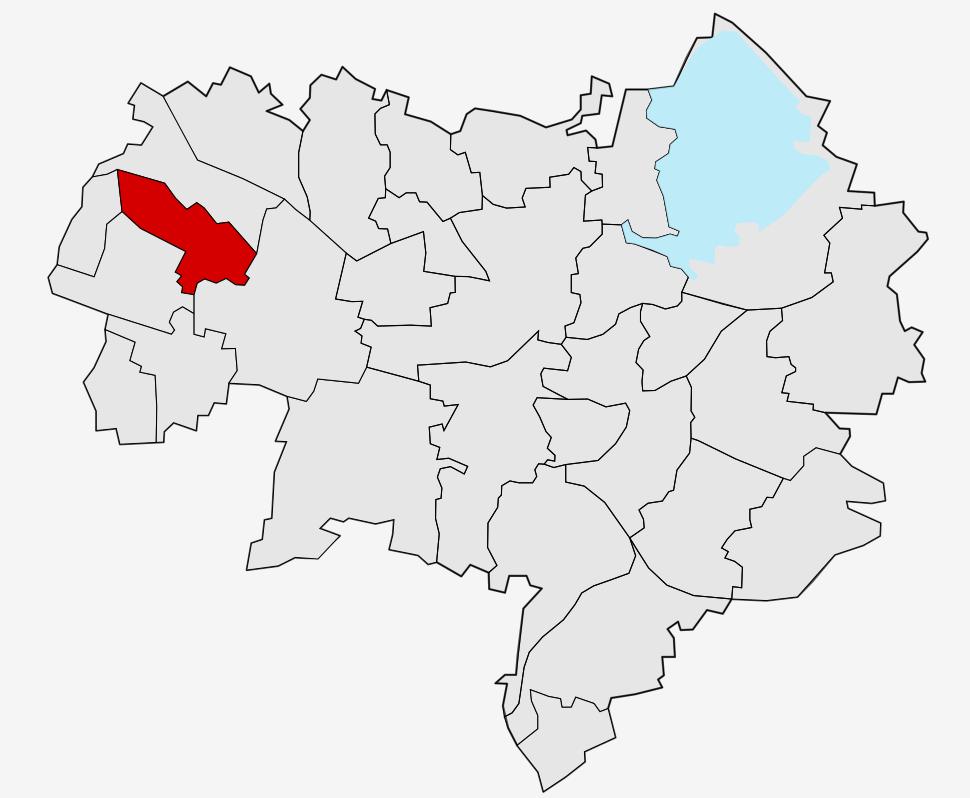
Lage von Oberuhna in Bautzen

In der Liste der Kulturdenkmale in Oberuhna sind die Kulturdenkmale des Bautzener Ortsteils Oberuhna  verzeichnet, die bis März 2018 vom Landesamt für Denkmalpflege Sachsen erfasst wurden (ohne archäologische Kulturdenkmale). Die Anmerkungen sind zu beachten.

## Liste der Kulturdenkmale in Oberuhna
| Bild | Bezeichnung                                                      | Lage                                                         | Datierung                 | Beschreibung | ID       |
| ---- | ---------------------------------------------------------------- | ------------------------------------------------------------ | ------------------------- | --- | -------- |
|      | Wegesäule                                                        | Oberuhna (am Ortseingang, Kreuzung Löschau/Bolbritz) (Karte) | 1. Hälfte 19. Jahrhundert | Wegesäule aus der ersten Hälfte des 19. Jahrhunderts am Ortseingang Oberuhnas stehend, monolithischer Pfeiler aus Granit, unterer Schaftbereich mit abgefasten Ecken, darüber Kopf mit ehemals wohl beschrifteten Seitenflächen (ursprünglich im oberen Viertel weiß und hellgrün gefasst) und flachpyramidalem Abschluss, heute teilweise verschüttet. Als Zeugnis der verkehrstechnischen Erschließung des ländlichen Raumes von orts- und verkehrsgeschichtlicher Bedeutung. | 09252289 |
|      | Wohnstallhaus eines Zweiseithofes, mit Sonnenuhr auf Giebelseite | Oberuhna 9 (Karte)                                           | 2. Hälfte 19. Jahrhundert | Obergeschoss Fachwerk verbrettert, straßenbildbestimmend, eines der letzten ursprünglich erhaltenen Wohnstallhäuser im Ort, baugeschichtlich von Bedeutung, originale Fenstergrößen | 09253108 |
|      | Wohnstallhaus eines kleinen Dreiseithofes                        | Oberuhna 14 (Karte)                                          | Um 1850                   | Obergeschoss Fachwerk verbrettert, eines der letzten ursprünglich erhaltenen Wohnstallhäuser im Ort, baugeschichtlich von Bedeutung, Fenster original | 09250282 |

## Tabellenlegende
- Bild: Bild des Kulturdenkmals, ggf. zusätzlich mit einem Link zu weiteren Fotos des Kulturdenkmals im Medienarchiv Wikimedia Commons. Wenn man auf das Kamerasymbol klickt, können Fotos zu Kulturdenkmalen aus dieser Liste hochgeladen werden:
- Bezeichnung: Denkmalgeschützte Objekte und ggf. Bauwerksname des Kulturdenkmals
- Lage: Straßenname und Hausnummer oder Flurstücknummer des Kulturdenkmals. Die Grundsortierung der Liste erfolgt nach dieser Adresse. Der Link (Karte) führt zu verschiedenen Kartendiensten mit der Position des Kulturdenkmals. Fehlt dieser Link, wurden die Koordinaten noch nicht eingetragen. Sind diese bekannt, können sie über ein Tool mit einer Kartenansicht einfach nachgetragen werden. In dieser Kartenansicht sind Kulturdenkmale ohne Koordinaten mit einem roten bzw. orangen Marker dargestellt und können durch Verschieben auf die richtige Position in der Karte mit Koordinaten versehen werden. Kulturdenkmale ohne Bild sind an einem blauen bzw. roten Marker erkennbar.
- Datierung: Baubeginn, Fertigstellung, Datum der Erstnennung oder grobe zeitliche Einordnung entsprechend des Eintrags in der sächsischen Denkmaldatenbank
- Beschreibung: Kurzcharakteristik des Kulturdenkmals entsprechend des Eintrags in der sächsischen Denkmaldatenbank, ggf. ergänzt durch die dort nur selten veröffentlichten Erfassungstexte oder zusätzliche Informationen
- ID: Vom Landesamt für Denkmalpflege Sachsen vergebene, das Kulturdenkmal eindeutig identifizierende Objekt-Nummer. Der Link führt zum PDF-Denkmaldokument des Landesamtes für Denkmalpflege Sachsen. Bei ehemaligen Kulturdenkmalen können die Objektnummern unbekannt sein und deshalb fehlen bzw. die Links von aus der Datenbank entfernten Objektnummern ins Leere führen. Ein ggf. vorhandenes Icon  führt zu den Angaben des Kulturdenkmals bei Wikidata.